# Анна Каріна
Ганна Карін Бларке Баєр (Hanna Karin Blarke Bayer; 22 вересня 1940, Копенгаген (?) — † 14 грудня 2019, Париж, Франція) відома як Анна Каріна (фр. Anna Karina) — данська і французька акторка театру і кіно, сценаристка, кінорежисерка та письменниця. Ікона кінематографа 1960-х, основна фігура французького кіно нової хвилі, ікона стилю. The Guardian описала її як «шипучий вільний дух французької нової хвилі».

## Біографія
Народилася в Копенгагені в сім'ї капітана. Батьки розлучилися, і вона провела перші роки в родині своєї бабусі. З 8 років вона жила з матір'ю. У 14 років вона почала кар'єру співачки кабаре, виступала в комерційних радіопрограмах і знімалася в короткометражних фільмах.
У 1958 році вона переїхала в Париж, де за порадою П'єра Кардена і Коко Шанель взяла псевдонім Анна Каріна. У 1959 році після зйомок у рекламному ролику мила на неї звернув увагу Жан-Люк Годар, який запропонував їй роль у своєму фільмі. В 1961 році вона знялася у нього в фільмі «Жінка є жінка».
3 березня 1961 року Каріна одружилася з Годаром і прожила з ним у шлюбі до 1967 року. До того часу вона знімалася у фільмах інших режисерів, таких як Лукіно Вісконті, Райнер Фассбіндер, Марта Месарош. У 1973 році вона як режисерка поставила фільм «Жити разом», але схвалення публіки він не отримав.
Після розлучення з Годаром Анна Каріна отримала популярність і як театральна акторка, виступивши в головній ролі у виставі «Черниця» Дені Дідро. Пізніше вона знялася у фільмі Жака Ріветта «Сюзанна Сімонен, черниця Дені Дідро».
Одружувалась після Годара ще тричі — з акторами П'єром Фабром (в 1968 році), Даніелем Дювалем (у 1978) і Деннісом Беррі (у 1982).
Анна Каріна написала чотири романи «Vivre ensemble» (1973), «Golden City» (1983), «On-achète pas le soleil» (1988) і «jusqu'au bout du hasard» (1998).
Анна Каріна вільно володіє данською, французькою, англійською, шведською та італійською мовами.

## Кінокар'єра
Першою її роллю в кіно була особиста роль у короткометражному фільмі «Дівчина і взуття» (Pigen og skoene, 1959), у титрах як: Ханна Бларке.
Жан-Люк Годар, тодішній кінокритик «Cahiers du cinéma», у 1959 вперше побачив Каріну в рекламі «Palmolive», де вона позувала у ванні, під час перегляду фільмів у пабі «Monsavon». Він проводив кастинг для свого дебютного повнометражного фільму «На останньому подиху / À bout de souffle» (1960) і запропонував їй невелику роль, але вона відмовилася, оскільки там була сцена з оголеною натурою. Коли Годар наполягав, згадавши про її роботу в рекламі Palmolive, вона, за переказами, відповіла: Ви збожеволіли? У тій рекламі я була в купальнику — мильні бульбашки сягали мені аж до шиї. Це у вашій уяві я була роздягнена. Зрештою, персонажка, яку Годар зарезервував для Каріни, не з'явилася у фільмі.
Попри цю відмову, Годар запропонував їй роль у фільмі «Маленький солдат» (1960). Вона зіграла проалжирську активістку. Анні Каріні, якій тоді ще не виповнився 21 рік, довелося вмовити свою матір, що жила окремо, підписати контракт за неї. Фільм одразу ж викликав суперечки, його заборонили до показу у французьких кінотеатрах через те, що в ньому йшлося про алжирську війну. Виходу на екрани завадила цензура. Каріна одружилася з Годаром невдовзі після зйомок цього фільму.
У 1961 році публіка відкрила Анну Каріну для себе у фільмі Мішеля Девіля «Вночі або вранці» / «Ce soir ou jamais», де вона замінила Марі-Жозе Нат (1940—2019) всупереч пораді Годара. Але коли фільм вийшов на екрани, він визнав її неперевершеною і запропонував їй головну роль у фільмі «Жінка є жінка» (Une femme est une femme, 1961), в якому вона знялася з Жаном-Полем Бельмондо і Жаном-Клодом Бріалі. В ролі Анжели у фільмі «Жінка є жінка» Каріна зіграла неодружену стриптизерку, яка хоче мати дитину і мріє про участь у мюзиклах MGM. Її костюм нагадував костюм Леслі Карон у фільмі «Жіжі» (1958), який вона носила навіть під час виконання свого номеру. За цю роль Каріна отримала «Срібного ведмедя» за найкращу жіночу роль на 11-му Берлінському міжнародному кінофестивалі 1961 року. Вона записала свою першу пісню з фільму, «La chanson d'Angela», на слова Годара і музику Мішеля Леграна.
Анна Каріна стала музою Годара, у якого знялася у восьми фільмах, серед яких «Жити своїм життям» (1962), «Банда аутсайдерів» (1964), «Безтямний П'єро» (1965) та «Альфавіль» (1965), і в процесі стала іконою «Французької нової хвилі». Вона співала в багатьох фільмах, зокрема, пісні Сержа Резвані (який підписувався як Сайрус Бассіак).
У «Безтямному П'єро» героїня Анни Каріни перебуває в бігах зі своїм колишнім, а в «Альфавілі», науково-фантастичному фільмі, який часто прирівнюють до фільму «Той, хто біжить по лезу», її роль вимагала, щоб їй було важко вимовити фразу «Я тебе кохаю». Останнім фільмом у цій серії став «Зроблено в США» (1966). Енн Біллсон у статті, присвяченій концепції жінки-музи, писала, що Годар у своїх фільмах з Каріною здається, не може уявити, що жіночий досвід обертається навколо чогось іншого, окрім проституції, подвійності чи бажання мати дітей. Сама Анна Каріна не заперечувала, щоб її називали музою Годара: Можливо, це занадто, це звучить так помпезно. Але, звичайно, мене завжди дуже зворушує, коли люди так кажуть. Тому що Жан-Люк подарував мені можливість зіграти всі ці ролі.
Кар'єра Анни Каріни не обмежувалася фільмами Годара: вона мала низку успіхів у стрічках інших режисерів. У 1960-х вона знімалася у фільмах, в тому числі: «Клео від 5 до 7», режисера Аньєс Варди; «Le joli mai» (1963) Кріса Маркера; «Коло кохання» (1964) режисера Роже Вадіма; «По любові» (De l'amour, 1964) Жана Ореля; «Монахиня» (La Religieuse, 1966), режисера Жака Рівета; «Сторонній» (Lo straniero, 1967), разом з Марчелло Мастроянні режисера Лукіно Вісконті; «Жюстина» (Justine, 1969) спільній роботі Джорджа К'юкора і Джозефа Стріка; «Сміх у темряві» (La Chambre obscure, 1969) Тоні Річардсона та «Міхаель Кольгаас – бунтар» (Michael Kohlhaas — Der Rebell, 1969) Фолькера Шлендорфа.
Вона продовжувала стабільно працювати в 1970-х, зігравши у фільмах: «Обручка» (L'Alliance, 1971) режисера Крістіана де Шалонжа, «Рандеву в Бре» (Rendez-vous à Bray, також 1971) Андре Дельво, «Зальцбурзький зв'язок» (The Salzburg Connection, 1972) Лі Х. Каціна, «Хліб і шоколад» (Pane e cioccolata, 1973) Франко Брусаті; «Китайська рулетка» (Chinesisches Roulette, 1976) Райнера Вернера Фассбіндера.
У 1967 році Анна Каріна стала героїнею єдиного мюзиклу Сержа Генсбура «Анна», телевізійного фільму режисера П'єра Коральника, в якому вона знялася разом з Жаном-Клодом Бріалі та Сержем Генсбуром. З багатьох пісень, написаних для неї Генсбуром, «Sous le soleil exactement» стала її найпопулярнішою піснею, і вона виконувала її на телебаченні. Вона з'явилася в документальному фільмі «Des écrivains à New York, in Italiques» у 1971 році.
Після роботи під керівництвом Франко Брусаті, Бенуа Жако та Райнера Вернера Фассбіндера Анна Каріна повернулася до театру в 1978 році у п'єсі Франсуази Саган «Прекрасний день і ніч» (Il fait beau jour et nuit), яку вона сама написала і поставила. У 1982 році Анна Каріна зіграла з Авою Гарднер та Ентоні Квіном у «Королева Риму» (1982) Жана-Іва Прата. У 1986 році зіграла у фільмі «Острів скарбів» (Treasure Island, 1986) Рауля Руїса.
Анна Каріна написала, заспівала і зіграла головну роль у фільмі «Остання пісня» (La Dernière Chanson) у 1987 році, знятому Деннісом Беррі. Того ж року фільм Алена Маліна «Каєнський палац» приніс їй єдину номінацію на церемонії вручення премії «Оскар», і вона була гостею програми Тьєррі Ардіссона «Bains de minuit aux Bains Douches», де Жан-Люк Годар здивував її своєю участю. Вони не бачилися і не розмовляли 20 років, і розмови про їхні особисті й професійні стосунки та про розлуку зробили їх особливо емоційними.
На початку 1990-х її творчість розподілялась між кіно, театром, написанням романів і пісень. Вона спорадично з'являлася в кіно, зокрема, у фільмі «На вершині крихкості» (1994), де вона возз'єдналася з Жаком Ріветом, через 30 років після фільма «Монахині», а потім розділила екран з молодою Маріон Котіяр у фільмі Деніса Беррі «Хлоя» у 1996 році. Анна Каріна з'явилася в Театрі Відродження в 1997 році в адаптації фільму Інгмара Бергмана «Після вистави» разом з Бруно Кремером і Гарансом Клавелем. Під час наступних гастролей директор Театру Макон запропонував їй дебютувати на сцені як співачці та організував зустріч з Філіпом Катеріном. Разом вони створили шоу, прем'єра якого відбулася 30 вересня 1999 року в рамках фестивалю «Les voix si Les voix la». У 2000 році Анна Каріна випустила альбом «Une histoire d'amour» (Barclay/Universal) під егідою Філіпа Катеріна, після чого вирушила з ним у турне Францією та за кордон, поступово відмовляючись від великого екрану. Однак вона з'явилася у фільмі Річарда Беррі «Я, Цезар» у 2002 році, а потім заспівала у фільмі Джонатана Деммі «Правда про Чарлі» (2002), де вона знялася разом з Катерин і Філіпом Евено в масовці.
У 2007 році вона написала сценарій і зняла роуд-муві під назвою «Вікторія» в Монреалі, Квебеку і Саґене-Лак-Сен-Жан, в якому зіграла головну роль разом з молодим актором Вудсоном Луї, співаком Жаном-Франсуа Мораном і Еммануелем Райхенбахом. Продюсером фільму виступив канадський режисер Хеджер Шарф (Nadja Productions Inc). Музику до фільму написав Філіп Катрін.
У 2009 році Анна Каріна представила відреставровану версію фільму «Безтямний П'єро» на Каннському кінофестивалі та супроводжувала перевидання стрічки у кількох країнах, зокрема у США у 2016 році. У травні 2009 року вона була почесною гостею на святкуванні 50-річчя «Французької нової хвилі» в Копенгагенській синематеці.
На початку 2010-х Каріна почала адаптувати казки Андерсена в мюзикли для юних глядачів разом зі своїми спільниками Катрін і Філіпом Евено та за участі Жанни Шерхал, Аріель Домбасле і Барбари Карлотті.
У 2012 році вона була почесною гостею 5-го Міжнародного кінофестивалю в Дьєппі, а в 2013 році відвідала вистави мюзиклу Сержа Генсбура і П'єра Коральніка «Анна», адаптованого для сцени Театру Ронд-Пойнт у Парижі. Сесіль де Франс повторила свою роль під керівництвом Еммануеля Дома.

## Фільмографія
- 1960 — «Маленький солдат» — Вероніка Дрейер
- 1961 — «Жінка є жінка» — Анжела
- 1962 — «Клео від 5 до 7» — Анна, наречена блондинка
- 1962 — Жити своїм життям — Нана Кляйнфранкенхайм
- 1963 — Драже с перцем
- 1963 — «Шахерезада» / (Shéhérazade) — Шахерезада
- 1964 — «Банда аутсайдерів» / (Bande a part) — Оділь
- 1964 — Карусель — Роза
- 1965 — «Альфавіль» — Наташа фон Браун
- 1965 — «Безтямний П'єро» — Маріанна Ренуар
- 1965 — Солдатські дівки — Еленіца
- 1966 — Монахиня — Suzanne
- 1966 — Зроблено в США — Paula Nelson
- 1967 — Найдревніша професія у світі — Natasha, Eleanor Romeovich, Hostess 703
- 1967 — «Сторонній» / (Lo straniero — Марі Кардона
- 1968 — Маг — Анна
- 1969 — Жюстін — Мелісса
- 1969 — Сміх в темряві — Марго
- 1971 — Побачення в Бре
- 1973 — Жити разом — Julie Andersen
- 1973 — «Хліб і шоколад» / (Pane e cioccolata) — Олена
- 1974 — Винахід Мореля — Фаустіна
- 1976 — Китайська рулетка — Irene Cartis
- 1976 — Омлет — Clara Dutilleul
- 1982 — Регіна — Regina
- 1984 — Друг Венсана / L'Ami de Vincent — Елеонора
- 1984 — Аве Марія — Berthe Granjeux
- 1985 — Острів скарбів — мати
- 1987 — Останнє літо в Танжері — Myrrha
- 1988 — Філософський камінь — Катаріна
- 1990 — Людина, яка хотіла бути винною — Едіт
- 1995 — Верх, низ, крихко — Сара
- 2002 — Правда про Чарлі — Карина
- 2003 — Я, Цезар / Moi César, 10 ans ½, 1m39 — Глорія

## Визнання і нагороди
- Срібний ведмідь за найкращу жіночу роль на 11-му Берлінському міжнародному кінофестивалі за фільм «Жінка є жінка»